# النصب التذكاري ايزنهاور
النصب التذكاري ايزنهاور
نصب دوايت د. أيزنهاور هو نصب تذكاري موجود في مدينة واشنطن. تم تشييده على شرف أيزنهاور ، الرئيس الرابع والثلاثين للدولة ، وهو أحدث نصب تذكاري لرؤساء الولايات المتحدة. تم تصميم النصب من قبل المهندس المعماري فرانك جيري وافتتح في عام 2020

## بناء النصب
تم تشييد النصب التذكاري بعد تصميم طويل وعملية لجمع التبرعات بدأت في عام 1999. وأجرت العملية من قبل لجنة شكلها كونغرس الولايات المتحدة. تم إنشاء موقع بناء النصب التذكاري في عام 2004 وتم اختيار المهندس المعماري غاري لتصميمه كجزء من مسابقة المخططين التي انتهت في عام 2009. تم تمويل بناء النصب من الأموال العامة والتبرعات الخاصة.
بدأ بناء النصب التذكاري في عام 2017 وكان من المقرر افتتاح النصب التذكاري في 8 مايو 2020 ، الذكرى 75 للانتصار على ألمانيا النازية. بسبب وباء كورونا في الولايات المتحدة ، تم تأجيل الحفل وأقيم عبر الإنترنت في 17 سبتمبر 2020.
يتم تشغيل النصب التذكاري بواسطة خدمة المتنزهات الوطنية بالولايات المتحدة.